# Ola Jönsson

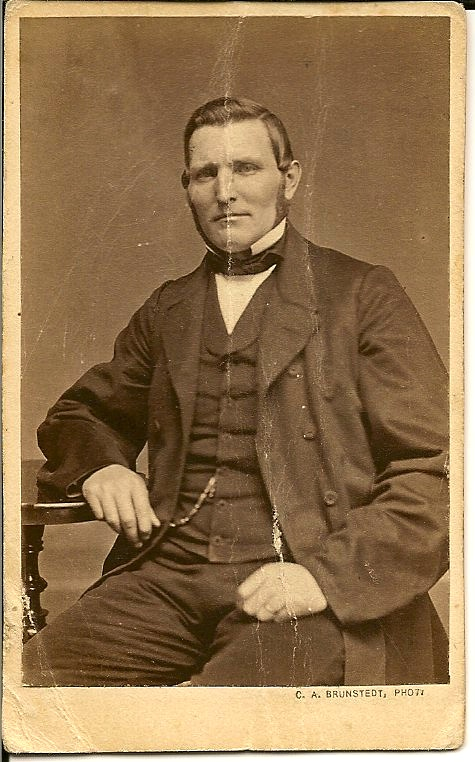
Ola Jönsson i Kungshult fotograferad av
C A Brunstedt.

Ola Jönsson (i riksdagen kallad Jönsson i Kungshult), född 25 augusti 1826 i Allerum, död 17 april 1904 i Stockholm, var en svensk lantbrukare och politiker.
Ola Jönsson, som kom från en bondesläkt, brukade gården Kungshult i Allerum. Han flyttade 1880 till Helsingborg, där han var ledamot av stadsfullmäktige. Han var även ledamot av Malmöhus läns landsting 1864–1883. Han var riksdagsledamot för bondeståndet i Luggude härad vid ståndsriksdagarna 1859/60, 1862/63 och 1865/66, och var därefter ledamot i andra kammaren för Luggude domsagas valkrets 1867–1869 och Luggude domsagas norra valkrets 1870–1875. I riksdagen tillhörde han Lantmannapartiet 1867, men deltog därefter i bildandet av Nyliberala partiet 1868 och kvarstod där till 1870, varefter han åter tillhörde Lantmannapartiet. Han var bland annat ledamot av konstitutionsutskottet 1867–1868 och 1871–1875 (uteslutningen 1869 en följd av brytningen med Lantmannapartiet).
I riksdagen verkade han bland annat för att minska pålagorna på bönderna. Han miste sin riksdagsplats i valet 1875 på grund av valmännens missnöje med hans enligt deras åsikt alltför försvarsvänliga hållning. Ola Jönsson är gravsatt på Norra begravningsplatsen utanför Stockholm.